# La Déposition de la Croix (Vasari)
Pour les articles homonymes, voir Déposition de la Croix.
La Déposition de la Croix (en italien, Deposizione del Cristo) est un des tableaux de ce thème de Giorgio Vasari, celui probablement peint vers 1550 et conservé au musée de la Chartreuse de Douai (France).

## Historique
L’attribution à Vasari est unanimement acceptée aujourd’hui, mais le tableau, une huile sur bois de 177 × 133 cm, fut précédemment attribué à Francesco Morandini, dit Il Poppi, un élève de Vasari. Le commanditaire n’est pas connu. Laura  Corti indique qu’il pourrait s’agir de Cristofano da Monta Aguto, car Vasari cite dans Les Vies des meilleurs peintres, sculpteurs et architectes  une œuvre de mêmes dimensions commandée par ce personnage.
Jusqu’à 1853, le tableau se trouvait à l’Hôpital des Innocents de Florence.  À cette date, il fut acquis par Pierre-Amédée Foucques de Wagnonville, qui, à son décès en 1877, le légua au musée de la Chartreuse de Douai.

## Iconographie
Il s’agit d’une représentation d'une « Déploration sur le Christ mort » ou  Déposition de la croix (figurant sous ce titre dans l’inventaire du musée de la Chartreuse) avec la Vierge Mater dolorosa, en Pietà, entourée de personnages bibliques communément admis dans cette scène ainsi que ses attributs, selon les règles de l'iconographie chrétienne (Croix visible, soldat romain, sol pierreux du Golgotha, ciel assombri du Vendredi saint).

## Description
Au centre, dans l'axe même et dans le prolongement du stipes (poteau vertical de la croix, seul visible) Marie reçoit sur ses genoux le corps de Jésus-Christ que l’on vient de descendre de son supplice après sa mort. Marie-Madeleine est agenouillée tenant les pieds du Christ et saint Jean soutient le corps du crucifié dont la couronne d'épines gît à terre. À l’arrière-plan, à gauche, Joseph d’Arimathie porte un vase d’onguents que l’on utilisera pour l’embaumement ; dans le fond à droite, à côté de  la dernière des Trois Marie, un soldat romain, portant casque, probablement Longin, le porteur de lance ayant transpercé le flanc droit du Christ.
Le corps du Christ, les chairs  en teintes pâles (presque en grisaille), contraste avec les autres personnages, riches en couleurs car vivants. 
Le fond laisse apparaître en haut à droite un paysage de montagnes bleutées sous un ciel assombri.

## Analyse
Vasari répétera le même sujet dans une dizaine de tableaux  que l'on trouve à Arezzo, à Camaldoli, à la Villa médicéenne de Poggio a Caiano, à la Galerie Doria-Pamphilj de Rome, à la  Pinacoteca del Mar de Ravenne...
L’idéalisation des visages et la gestuelle rattachent le tableau à la deuxième génération maniériste de Florence.